# Manfred Borges
Manfred Borges (* 1. Oktober 1928 in Blankenburg (Harz); † 25. Februar 2022 in Berlin) war ein deutscher Schauspieler. Er zählte 1952 zu den Gründungsmitgliedern des Maxim-Gorki-Theaters, wo er jahrzehntelang zum Ensemble gehörte. Neben seinem Wirken auf der Bühne spielte er in über 100 Film- und Fernsehproduktionen der DEFA und des DFF mit.

## Leben und Werk
Manfred Borges wirkte nach dem Zweiten Weltkrieg als Darsteller an der Mitteldeutschen Volksbühne, ehe er sich für einen Schauspielunterricht bei Staatsschauspieler Gustl Weigert in München entschied. Anschließend, so war zumindest seine Planung, sollte er ein Studium an der Otto-Falckenberg-Schule beginnen, doch seine Wahl fiel dann auf das zuvor neu gegründete Deutsche Theaterinstitut in Weimar, wo er von 1947 bis 1951 unter Professor Maxim Vallentin diplomierte. Nach einer kurzen Mitgliedschaft im „Jungen Ensemble“ wurde Borges 1952 eines der Gründungsmitglieder des Maxim-Gorki-Theaters unter der Intendanz Maxim Vallentins, dem er 45 Jahre als Ensemblemitglied angehörte. Seitdem arbeitete er dort als ständiger Gastdarsteller. Am Berliner Kriminal Theater spielte er den Richter im Agatha-Christie-Klassiker Zeugin der Anklage unter der Regie von Wolfgang Rumpf.
Seit 1953 spielte Borges auch in zahlreichen Film- und Fernsehproduktionen der DEFA und des DFF mit, wie in Slatan Dudows Der Hauptmann von Köln (1956), Gerhard Kleins Berlin – Ecke Schönhauser… (1957) oder in Ursula Schmengers Märchenadaption Rapunzel oder Der Zauber der Tränen (1988). 1960 erhielt er den Kunstpreis der DDR.
Auch nach der Wende gelang es ihm, weiterhin vor der Kamera zu stehen, wie beispielsweise 1993 in dem Fernsehfilm Goldstaub, 1994 im Tatort: Laura mein Engel und zuletzt 2001 in der Fernsehproduktion Der Preis der Schönheit. Manfred Borges starb am 25. Februar 2022 im Alter vom 93 Jahren in einer Berliner Klinik. Sein Grab befindet sich auf dem Friedhof Pankow III.

## Filmografie (Auswahl)
- 1953: Die Störenfriede
- 1954: Stärker als die Nacht
- 1954: Hexen
- 1956: Genesung
- 1956: Der Hauptmann von Köln
- 1956: Treffpunkt Aimée
- 1957: Vergeßt mir meine Traudel nicht
- 1957: Berlin – Ecke Schönhauser…
- 1958: Tatort Berlin
- 1959: Im Sonderauftrag
- 1960: Der neue Fimmel
- 1960: Nackt unter Wölfen (Fernsehfilm)
- 1960: Was wäre, wenn …?
- 1961: Drei Kapitel Glück
- 1962: Tanz am Sonnabend – Mord?
- 1968: Der Mord, der nie verjährt
- 1968: Die Toten bleiben jung
- 1969: Der Staatsanwalt hat das Wort: Ich brauch’ kein Kindermädchen (Fernsehreihe)
- 1970: Im Spannungsfeld
- 1970: Der Staatsanwalt hat das Wort: Strafversetzt (Fernsehreihe)
- 1971: Zeit der Störche
- 1972: Die Bilder des Zeugen Schattmann (Fernseh-Vierteiler)
- 1973: Rotfuchs (Fernsehfilm)
- 1974: Der Staatsanwalt hat das Wort: Eine Nummer zu groß (Fernsehreihe)
- 1976: Daniel Druskat (Fernseh-Mehrteiler)
- 1977: Dantons Tod (Studioaufzeichnung)
- 1979: Einfach Blumen aufs Dach
- 1988: Rapunzel oder Der Zauber der Tränen (Fernsehfilm)
- 1989: Späte Ankunft (Fernseh-Zweiteiler)
- 1989: Zwei schräge Vögel
- 1990: Schauspielereien: Die Traumrolle
- 1990: Albert Einstein (Fernseh-Zweiteiler)
- 1991: Farßmann oder Zu Fuß in die Sackgasse
- 1993: Goldstaub (Fernsehfilm)
- 1994: Tatort: Laura mein Engel (Fernsehreihe)
- 2001: Der Preis der Schönheit (Fernsehfilm)

## Theater
- 1952: Miroslav Stehlik nach A. S. Makarenkow: Der Weg ins Leben – Regie: Werner Schulz-Wittan/Achim Hübner (Maxim-Gorki-Theater Berlin)
- 1954: Maxim Gorki: Dostigajew und andere (Laptjew) – Regie: Maxim Vallentin (Maxim-Gorki-Theater Berlin)
- 1954: Gerhart Hauptmann: Der Biberpelz (Glasenapp) – Regie: Werner Schulz Wittan (Maxim-Gorki-Theater Berlin)
- 1955: Friedrich Wolf: Das Schiff auf der Donau (KZ-Flüchtling) – Regie: Maxim Vallentin (Maxim-Gorki-Theater Berlin)
- 1955: Erich Blach: Sturmflut (Hans) – Regie: Gerhard Wolfram (Maxim-Gorki-Theater Berlin)
- 1957: Miroslav Stehlik: Bauernliebe (Volkspolizist) – Regie: Werner Schulz-Wittan (Maxim-Gorki-Theater Berlin)
- 1958: Hans Lucke: Kaution (Sergeant Eddie) – Regie: Erich-Alexander Winds (Maxim-Gorki-Theater Berlin)
- 1961: Heinrich von Kleist: Der zerbrochne Krug (Ruprecht) – Regie: Maxim Vallentin (Maxim-Gorki-Theater Berlin)
- 1962: Pavel Kohout (nach Jules Verne) Die Reise um die Erde in 80 Tagen – Regie: Horst Schönemann (Maxim-Gorki-Theater Berlin)
- 1962: Maxim Gorki: Jegor Bulytschow und andere (Laptjew) – Regie: Maxim Vallentin (Maxim-Gorki-Theater Berlin)
- 1964: Kurt Tucholsky: Schloß Gripsholm (Karlchen) – Regie: Martin Eckermann (Volksbühne Berlin – Theater im 3. Stock)
- 1969: Michail Schatrow: Bolschewiki (Volkskommissar) – Regie: Fritz Bornemann (Maxim-Gorki-Theater Berlin)
- 1969: Nikolai Gogol: Der Revisor (Dobschinski) – Regie: Hans-Georg Simmgen (Maxim-Gorki-Theater Berlin)
- 1970: Klaus Wolf: Lagerfeuer (Neuerer) – Regie: Achim Hübner/Fritz Bornemann (Maxim-Gorki-Theater Berlin)
- 1971: Jewgeni Schwarz: Der Schatten (Wirt) – Regie: Fritz Bornemann (Maxim-Gorki-Theater Berlin)

## Hörspiele
- 1958: Bruno Apitz: Nackt unter Wölfen – Regie: Joachim Witte (Hörspiel – Rundfunk der DDR)
- 1959: Kasper Germann: Ferien mit Ebbo (Werner Pohlke) – Regie: Theodor Popp (Hörspiel – Rundfunk der DDR)
- 1962: Rolf Schneider: 25. November. New York (Ted) – Regie: Helmut Hellstorff (Hörspiel – Rundfunk der DDR)
- 1968: Siegfried Pfaff: Kostja, der Funker (Wanja) – Regie: Detlef Kurzweg (Kinderhörspiel (2 Teile) – Rundfunk der DDR)
- 1969: Will Lipatow: Der Dorfdetektiv (Sergej Tichonowitsch) – Regie: Werner Grunow (Hörspiel – Rundfunk der DDR)
- 1969: Eduard Claudius: Vom schweren Anfang (Maurer Kerbel) – Regie: Horst Liepach (Kinderhörspiel – Rundfunk der DDR)
- 1971: Jürgen Beidokat: Drei Kapitel über eine Meuterei (Quintal) – Regie: Werner Grunow (Hörspiel – Rundfunk der DDR)
- 1982: Rolf Wohlgemuth: Auf der Schaukel – Regie: Werner Grunow (Hörspiel – Rundfunk der DDR)
- 1988: Thomas Rosenlöcher: Das Gänseblümchen (Mann) – Regie: Werner Grunow (Kinderhörspiel – Rundfunk der DDR)